# Ethel Walker
Ethel Walker, née le 9 juin 1861 à Édimbourg et morte le 2 mars 1951 à Londres, est une peintre écossaise.

## Biographie
Ethel Walker, née le 9 juin 1861 à Melville Street à Édimbourg, est la plus jeune enfant d'Arthur Abney Walker et de sa seconde épouse, Isabella Robertson.
Elle s'intéresse à l'art vers l'âge de 25 ans.
Inspirée à devenir artiste après avoir vu une collection d'art oriental à Edimbourg, elle étudie à Londres à la Putney Art School pendant deux ans (vers 1883) et à la Westminster School of Art et à la Slade School of Fine Art (1892-1844) sous la direction de Frederick Brown. Lors d'une visite en Espagne en 1884, elle est très impressionnée par le mélange de réalisme et de mythe de Velázquez, et à Paris, elle s'identifie particulièrement à Manet et aux impressionnistes. En 1898, elle s'installe à Cheyne Walk, Chelsea, Londres, et y établit un atelier qu'elle entretient toute sa vie. Elle peint aussi régulièrement à Robin Hood's Bay, N. Yorks. Les tons sombres de ses premières compositions florales et de ses personnages dans les intérieurs cèdent la place à des interprétations plus lumineuses et plus riches dérivées de l'impressionnisme. En 1900, elle est élue première femme membre du New English Art Club. Ses œuvres font preuve d'une vivacité de couleurs et d'une spontanéité de composition sans aucun intérêt apparent pour les aspects scientifiques de la théorie impressionniste de la couleur. 
Elle expose à l'Académie Royale.
Elle meurt le 2 mars 1951 à Londres.